# Flasmen
Flasmen är en sjö i Varbergs kommun i Halland och ingår i Himleån-Viskans kustområde. Sjöns area är 0,007 kvadratkilometer och den är belägen 46 meter över havet.